# Есереяха (приток Пурпе)
Есереяха — река в России, протекает по Ямало-Ненецкому АО. Устье реки находится в 5 км по левому берегу протоки Якунеме, впадающей в Пурпе в 82 км от устья слева. Длина реки составляет 11 км.

## Данные водного реестра
По данным государственного водного реестра России относится к Нижнеобскому бассейновому округу, водохозяйственный участок реки — Пур. Речной бассейн реки — Пур.
Код объекта в государственном водном реестре — 15040000112115300057039.